# 上埃尔斯巴赫
上埃尔斯巴赫是德国巴伐利亚州的一个市镇。总面积67.66平方公里，总人口2743人，其中男性1381人，女性1362人（2011年12月31日），人口密度41人/平方公里。